# Impatiens denisonii
Impatiens denisonii är en balsaminväxtart som beskrevs av Richard Henry Beddome. Impatiens denisonii ingår i släktet balsaminer, och familjen balsaminväxter. Inga underarter finns listade i Catalogue of Life.